# Burmagomphus insolitus
Burmagomphus insolitus är en trollsländeart som beskrevs av Syoziro Asahina 1986. Burmagomphus insolitus ingår i släktet Burmagomphus och familjen flodtrollsländor. IUCN kategoriserar arten globalt som otillräckligt studerad. Inga underarter finns listade i Catalogue of Life.